# Astropecten brevispinus
Astropecten brevispinus är en sjöstjärneart som beskrevs av Percy Sladen 1883. Astropecten brevispinus ingår i släktet Astropecten och familjen kamsjöstjärnor. Inga underarter finns listade i Catalogue of Life.